# Pyramica cloydi
Pyramica cloydi är en myrart som först beskrevs av Ernst Hugo Heinrich Pfitzer 1951.  Pyramica cloydi ingår i släktet Pyramica och familjen myror. Inga underarter finns listade i Catalogue of Life.

## Bildgalleri